# Probolomyrmex
Probolomyrmex is een geslacht van vliesvleugelige insecten van de familie Mieren (Formicidae).

## Soorten
- P. aliundus Shattuck, Gunawardene & Heterick, 2012
- P. bidens Brown, 1975
- P. boliviensis Mann, 1923
- P. brevirostris (Forel, 1910)
- P. brujitae Agosti, 1995
- P. dammermani Wheeler, W.M., 1928
- P. filiformis Mayr, 1901
- P. greavesi Taylor, 1965
- P. guanacastensis OKeefe & Agosti, 1998
- P. guineensis Taylor, 1965
- P. itoi Eguchi, Yoshimura & Yamane, 2006
- P. latalongus Shattuck, Gunawardene & Heterick, 2012
- P. longinodus Terayama & Ogata, 1988
- P. longiscapus Xu & Zeng, 2000
- P. maryatiae Eguchi, Yoshimura & Yamane, 2006
- P. newguinensis Shattuck, Gunawardene & Heterick, 2012
- P. okinawensis Terayama & Ogata, 1988
- P. petiolatus Weber, 1940
- P. procne Brown, 1975

- P. salomonis Taylor, 1965
- P. simplex Shattuck, Gunawardene & Heterick, 2012
- P. tani Fisher, 2007
- P. vieti Eguchi, Yoshimura & Yamane, 2006
- P. watanabei Tanaka, 1974